# Denmark Township (Michigan)
Denmark Township ist eine Township im Tuscola County im US-Bundesstaat Michigan. Im Jahr 2000 hatte sie 3249 Einwohner.

## Geographie
Ganz im Nordwesten der Township an der in Ost-West-Richtung verlaufenden M-81 liegt Reese; ein kleiner Teil des Villages reicht jedoch in die im Saginaw County liegende Blumfield Township hinein. Die nicht inkorporierte Ortschaft Richville liegt im Südwesten der Township, am Schnittpunkt von M-15 und M-46. Durch die Township verlaufen auch zwei ehemals wichtige Bahnstrecken der früheren Penn Central, die am Eisenbahnknoten Denmark Junction zusammenlaufen. In Reese kreuzt sich einer dieser Bahnstrecken mit einer Strecke der Chesapeake and Ohio Railway, wobei eine Verbindungskurve aus Richtung Vassar in Richtung Bay Port besteht.
Nach den Angaben des United States Census Bureaus hat die überwiegend landwirtschaftlich geprägte Denmark Township eine Fläche von 91,3 km², die vollständig aus Landflächen besteht. Die Township wird von zahlreichen Entwässerungsgräben durchzogen. Der Cheboyganing Creek entwässert den Südwesten der Township.
Die benachbarten Townships sind im Uhrzeigersinn, beginnend im Norden, Gilford Township, Fairgrove Township, Junata Township, Vassar Township, Tuscola Township, Frankenmuth Township, Blumfield Township und Merritt Township.

## Demographie
Zum Zeitpunkt des United States Census 2000 bewohnten Denmark Township 3249 Personen. Die Bevölkerungsdichte betrug 35,6 Personen pro km². Es gab 1327 Wohneinheiten, durchschnittlich 14,5 pro km². Die Bevölkerung Denmark Townships bestand zu 97,01 % aus Weißen, 0,03 % Schwarzen oder African American, 0,18 % Native American, 1,23 % Asian, 0 % Pacific Islander, 0,55 % gaben an, anderen Rassen anzugehören und 0,98 % nannten zwei oder mehr Rassen. 2,43 % der Bevölkerung erklärten, Hispanos oder Latinos jeglicher Rasse zu sein.
Die Bewohner Denmark Townships verteilten sich auf 1265 Haushalte, von denen in 33,3 % Kinder unter 18 Jahren lebten. 62,2 % der Haushalte stellten Verheiratete, 8,4 % hatten einen weiblichen Haushaltsvorstand ohne Ehemann und 26,1 % bildeten keine Familien. 23,7 % der Haushalte bestanden aus Einzelpersonen und in 10,7 % aller Haushalte lebte jemand im Alter von 65 Jahren oder mehr alleine. Die durchschnittliche Haushaltsgröße betrug 2,56 und die durchschnittliche Familiengröße 3,01 Personen.
Die Bevölkerung verteilte sich auf 25,8 % Minderjährige, 8,8 % 18–24-Jährige, 27,0 % 25–44-Jährige, 25,1 % 45–64-Jährige und 13,4 % im Alter von 65 Jahren oder mehr. Das Durchschnittsalter betrug 37 Jahre. Auf jeweils 100 Frauen entfielen 100,7 Männer. Bei den über 18-Jährigen entfielen auf 100 Frauen 92,0 Männer.
Das mittlere Haushaltseinkommen in Denmark Township betrug 41.366 US-Dollar und das mittlere Familieneinkommen erreichte die Höhe von 50.417 US-Dollar. Das Durchschnittseinkommen der Männer betrug 38.352 US-Dollar, gegenüber 26.086 US-Dollar bei den Frauen. Das Pro-Kopf-Einkommen belief sich auf 19.782 US-Dollar. 4,8 % der Bevölkerung und 3,4 % der Familien hatten ein Einkommen unterhalb der Armutsgrenze, davon waren 4,5 % der Minderjährigen und 6,5 % der Altersgruppe 65 Jahre und mehr betroffen.